# Pierre oder die Doppeldeutigkeiten
Pierre oder die Doppeldeutigkeiten (englisch Pierre; or, The Ambiguities) ist der siebte Roman von Herman Melville und im Jahr 1852 unmittelbar nach dessen Erfolgswerk Moby-Dick entstanden. Das Werk kann als ein psychologischer oder sentimentaler Roman, selbst als Schauerroman gelesen werden. Damit steht es in der Nachfolge der psychologisch-analytischen Romane von Charles Brockden Brown und Nathaniel Hawthorne. Es ist der einzige Roman Melvilles, in dem er das amerikanische Festland als Schauplatz der Handlung wählt und weibliche Protagonisten in das Zentrum des Geschehens rückt.

## Inhalt
Der Protagonist des Romans, Pierre, wächst bei seiner wohlhabenden, verwitweten Mutter im Staat New York behütet auf. Er verlobt sich standesgemäß mit Lucy Tartan, der Tochter einer angesehenen New Yorker Familie. Etwas später lernt er Isabel Banford kennen, die von sich behauptet, dass sie die illegitime Tochter seines Vaters ist, den er bis dahin nur als strahlend tugendhaftes Vorbild gesehen hat. Pierres Mutter fürchtet einen Familienskandal und stellt sich gegen Isabel. Pierre flüchtet daraufhin mit Isabel nach New York, wo er sich erfolglos als Schriftsteller versucht. Die beiden leben als Paar zusammen und geben sich als verheiratet aus. Mit dem Thema des Inzests fordert Melville das puritanische Amerika heraus. Der Roman endet tragisch.

## Sprache
Der Sprachstil des Romans gilt als an Unausgegorenheiten und Unebenheiten reich. Die Sätze sind häufig lang und verworren und grammatikalisch extravagant. Zeitweise erscheint der Stil hektisch bis flüchtig, dann wieder gibt es Sequenzen mit quälender Insistenz. Immer wieder finden sich Neologismen und sich wiederholende Wortmanierismen. Gerade im ersten Drittel des Romans kann der Stil auch als pathetisch bis an die Grenze der Satire beschrieben werden. Einen Höhepunkt in Hinblick auf sprachliche Imagination erreicht das Buch in einer Traumsequenz, dem sogenannten „Enceladus-Traum“.

## Rezeption
„‚Melville ist verrückt geworden‘, urteilten seine Zeitgenossen.“

Seinerzeit wurde das Werk als sentimental-verkitscht angesehen. Heute gilt der Roman als Werk, das seiner Zeit weit voraus war und als eines der ersten die Probleme der vaterlosen Gesellschaft beschrieb.
Klaus Modick beschreibt in seiner Rezension das Werk als „kaum verschlüsseltes Selbstportrait“: Melville habe Einblick in sein eigenes Leben, in seine eigene Arbeit gegeben. Der Roman sei schwer zu lesen und nicht zu verstehen, er liefere mehr Fragen als Antworten. Modick zitiert den englischen Schriftsteller D. H. Lawrence mit der Aussage, Melville sei mit dem auf sein Meisterstück Moby-Dick folgenden Pierre „halb über Bord gegangen“.
Niels Werber machte als Essenz des Romans das Paradoxon aus, dass „[d]ie Keimzelle und Reproduktionsanstalt der Gesellschaft“ von dem bedroht wird, „was sie voraussetzt: der Sexualität“. Dies drücke Melville verklausuliert aus. Seine Rezension schloss er mit den Worten: „In den puritanischen USA hat er sich mit seinen Doppeldeutigkeiten keine Freunde gemacht.“
Der Film Pola X von Leos Carax basiert auf dem Werk Melvilles.

## Ausgaben
Das Original erschien 1852 unter dem englischen Titel Pierre; or, The Ambiguities in New York bei Harper & Brothers. Die deutsche Erstausgabe erfolgte 1965 unter dem Titel Pierre oder Im Kampf mit der Sphinx im Claassen-Verlag in der Übersetzung von Walter Weber. Der Roman wurde unter dem Kurztitel Pierre als E-Book veröffentlicht. Im Jahr 2002 erschien eine deutsche Ausgabe, übersetzt von Christa Schuenke, die im folgenden Jahr auch als Taschenbuchausgabe angeboten wurde.
- Herman Melville: Pierre oder Die Doppeldeutigkeiten. Hrsg.: Daniel Göske. Hanser, München 2002, ISBN 3-446-17121-5 (740 Seiten).